# ريوج ناكتا
ريوجِ ناگَتا (باليابانية: 永田 隆二) (28 مارس 1972 في ناغاساكي في اليابان – )؛ هو لاعب كرة قدم ياباني سابق كان يلعب كمهاجم.

## وصلات خارجية
- ريوج ناكتا على موقع رابطة كرة القدم اليابانية للمحترفين (اليابانية)
- ريوج ناكتا على موقع عالم كرة القدم.نت (الإنجليزية)